# 弗羅斯穆爾 (伊利諾伊州)
弗羅斯穆爾（英語：Flossmoor）是位於美國伊利諾伊州庫克縣的一個村落。

## 地理
弗羅斯穆爾的座標為41°32′30″N 87°41′06″W / 41.54167°N 87.68500°W，而該地最高點為海拔高度204米（即669英尺）。

## 人口
根據2010年美國人口普查的數據，弗羅斯穆爾的面積為9.48平方千米，當中陸地面積為9.48平方千米，而水域面積為0.00平方千米。當地共有人口9,464人，而人口密度為每平方千米998人。